# Kurtis A. Williams
Pour les articles homonymes, voir Williams.
Kurtis A. Williams est un astronome américain, impliqué dans la recherche sur les naines blanches, l'évolution stellaire, les lentilles gravitationnelles fortes et l'astronomie d'observation.

## Formation
Williams est titulaire d'un doctorat (Ph.D.) en astronomie et astrophysique de l'Université de Californie à Santa Cruz (2002), d'une licence en physique, astronomie et astrophysique de l'Université d'État de Pennsylvanie (1996).

## Recherches et découvertes
Le docteur Williams étudie principalement les naines blanches, ces objets célestes de forte densité, issus de l'évolution d'étoiles de masse modérée (de 8 à 10 masses solaires au maximum) après la phase où se produisent des réactions thermonucléaires. Ces études visent à déterminer quels types d'étoiles en fin de vie sont à l'origine des naines blanches, par opposition à celles qui explosent en supernovae. 
Il étudie les propriétés des étoiles comparées à celles de leurs restes de à la fin de leur vie naines blanches ainsi que le destin ultime des systèmes planétaires autour des étoiles. Ces études nécessitent l'utilisation de télescopes situés dans le monde entier, dont l'observatoire Keck, hébergeant deux des plus grands télescopes au monde, et le télescope spatial Hubble.
Le Centre des planètes mineures le crédite de la découverte de 14 astéroïdes, entre 1996 et 1998, dont (13216) 1997 LH4 et (44007) 1997 TA25, tous numérotés mais non nommés.